# Rupert Pennefather
Rupert Pennefather (Maidenhead, 7 maggio 1981) è un danzatore britannico, primo ballerino del Royal Ballet dal 2008 al 2015.

## Biografia
Dopo aver iniziato a danzare insieme alla sorella gemella all'età di sette anni, si è unito alla Royal Ballet School e nel 1999 è stato scritturato dal Royal Ballet. Nel 2004 è stato promosso al rango di primo artista, nel 2005 a quello di solista e nel 2006 a primo solista. In questa veste ha danzato i suoi primi ruoli di rilievo, tra cui Paride nel Romeo e Giulietta di Kenneth MacMillan, Aminta in Sylvia accanto a Marianela Nunez e poi Beliaev in Un mese in campagna con Darcey Bussell. Nel 2008 è stato nominato primo ballerino dopo un apprezzato debutto come Romeo nel balletto di Sergej Prokof'ev.
In qualità di ballerino principale, Pennefather ha danzato tutti i maggiori ruoli maschili del repertorio, tra cui Rudolf in Mayerling, Des Grieux ne L'histoire de Manon, Siegfried ne Il lago dei cigni, Apollo nell'Apollon musagète, Diamanti in Jewels, James ne La silfide e Albrecht in Giselle. Salutato dalla critica come danseur noble ed erede naturale di ballerini britannici quali Anthony Dowell e David Wall, si è ritirato dal Royal Ballet nel 2015.